# Nanatka deficiens
Nanatka deficiens är en insektsart som beskrevs av Young 1986. Nanatka deficiens ingår i släktet Nanatka och familjen dvärgstritar. Inga underarter finns listade i Catalogue of Life.